# Edion Stadium Hiroshima
Stadion Hiroshima Big Arch (Hiroshima Big Arch Stadium , jap. 広島ビッグアーチ) – wielofunkcyjny stadion w Hiroszimie w Japonii. Został otwarty w 1992 roku. Może pomieścić 50 000 widzów. Swoje mecze rozgrywa na nim drużyna Sanfrecce Hiroszima. Obiekt był główną areną Igrzysk Azjatyckich 1994 . Rozegrano na nim również część spotkań Pucharu Azji 1992 (w tym finał tego turnieju), kobiecych Mistrzostw Świata U-20, a także po jednym spotkaniu turnieju Kirin Cup w latach 1994, 1995 i 2004.